# Réticulon
Le réticulon est une famille de protéines.

## Membres
Chez les mammifères, quatre isoformes sont décrits, RTN1, RTN2, RTN3 et RTN4. Il existe également chez le végétaux et les champignons.

## Structure
Ils ont tous un même domaine à l'extrémité C-terminale.

## Rôles
Ils interviennent dans la formation du réticulum endoplasmique.